# David Sengeh

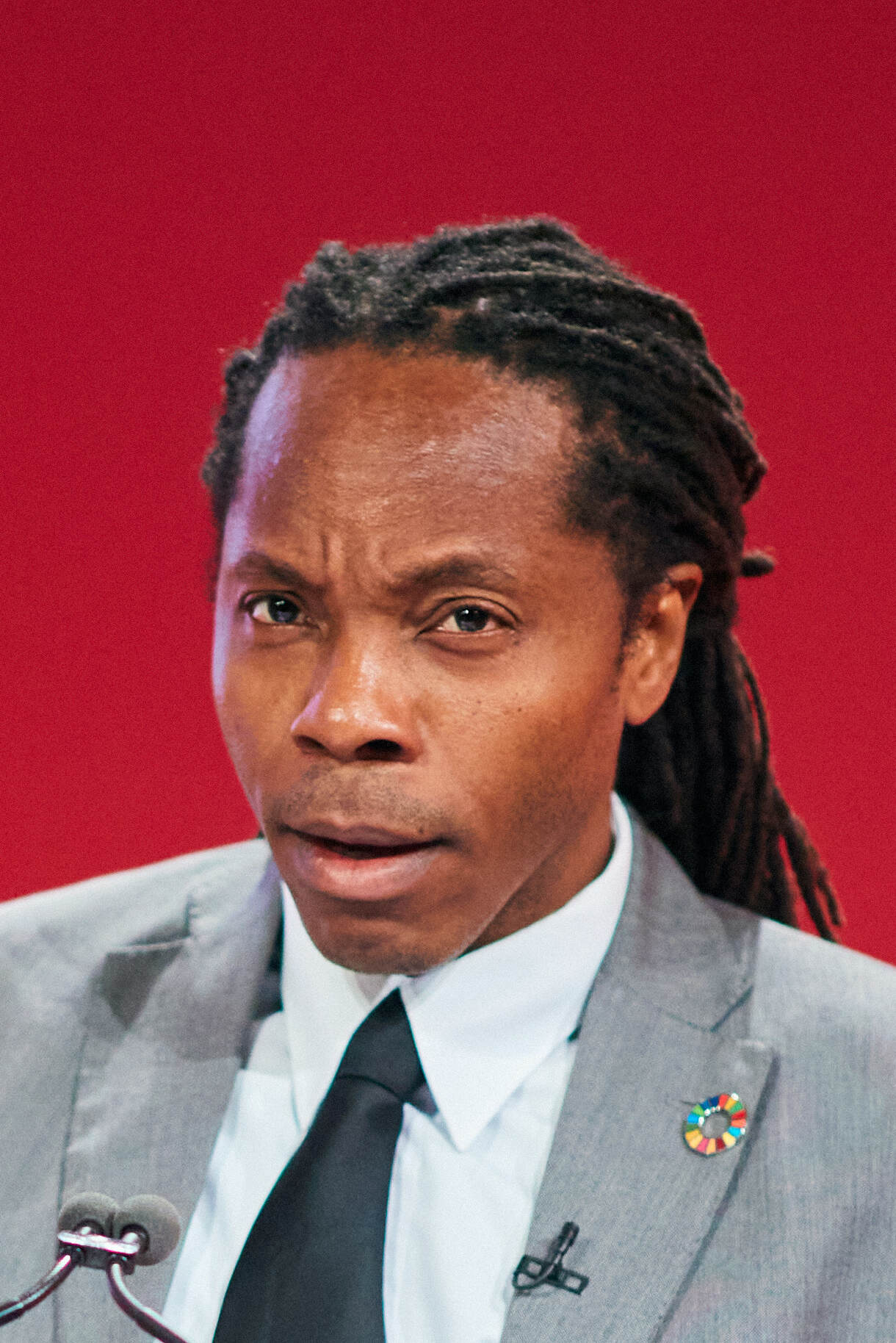
David Sengeh (2022)

David Moinina Sengeh (* 25. Februar 1986) ist ein sierra-leonischer Politiker Er ist seit dem 10. Juli 2023 Chief Minister im Kabinett Bio III.
Zuvor war Sengeh Minister für Primar- und Sekundarbildung. Er ist ein TED Senior Fellow.

## Lebensweg
Sengeh erhielt ein Stipendium und begann sein Studium 2004 beim UWC Red Cross Nordic in Norwegen. Er studierte anschließend Medizintechnik an der Harvard University in den Vereinigten Staaten von Amerika. 2010 schloss er das Studium mit einem Bachelor ab. Er war zu dieser Zeit Mitbegründer der Lebone Solutions, einem Startup zur Entwicklung von Batterien. Anschließend studierte Sengeh am Massachusetts Institute of Technology, wo er 2016 seinen PhD machte.